# Arabesque (Tanzkompanie)
Das Ballett Arabesque (bulgarisch Балет “Арабеск”; international auch als Arabesque Contemporary Dance Company geläufig) ist die größte bulgarische zeitgenössische Tanzkompanie. „Arabesque“ (aʀabɛsk; „auf arabische Art“) bezeichnet eine nach dem Ornament Arabeske benannte Ballettpose (siehe hierzu im Ballett-Glossar). Die Truppe verfügt über 120 Produktionen und hat jährlich über 35 Auftritte allein auf bulgarischen Bühnen. Zu den internationalen Gastvorstellungen gehören diverse Staatliche Theater in Europa, auf den Philippinen, in Indien, Indonesien, Singapur, USA und Simbabwe. Die Stammbühne der Tanzkompanie ist das Staatliche Theater Sofia.

## Geschichte
Das Ballett Arabesque wurde 1967 in Sofia als experimentelles Tanzstudio initiiert. Zu den Gründern gehörten Ballettsolisten wie Krasimira Koldamova (Красимира Колдамова) oder die Primaballerina Vera Kirova (Вера Кирова). Eine internationale Anerkennung wurde durch die Arbeit mit ausländischen Choreographen wie Alberto Alonso, Irzi Nemechek oder Rallou Manou ermöglicht.
Unter der 20-jährigen Leitung von der bulgarischen Choreographin Margarita Arnaudova entwickelte sich Arabesque zu einer bekannten Tanzkompanie in Osteuropa. In dieser Periode baute die Truppe ihr internationales Fundament durch die Zusammenarbeit mit Choreographen wie Luc Boui und Dmitry Bryantsev aus.
Zwischen 1995 und 1998 übernahm Kalina Bogoeva die Leitung von Ballett Arabesque. Sie initiierte und organisierte den Arabesque-Wettbewerb für junge Choreographen zum Andenken an Margarita Arnaudova.
Die Primaballerina Rumyana Markova leitete die Tanzkompanie zwischen 1999 und 2000. Seit 2000 ist die Choreographin Boryana Sechanova künstlerische Leiterin und Direktorin von Ballett Arabesque. Die Konsequenz in der Offenheit gegenüber internationalen zeitgenössischen Tendenzen ist an der Zusammenarbeit mit Choreographen wie Liz Lea und Wayne McGregor, Roger Jeffrey (USA), Liuk Bui (Belgien) oder Volha Kastsel (Deutschland/Weißrussland) zu erkennen.

## Festivals
- Dance and Beyond (Detroit, USA)
- The Danube Cities Festival (Österreich)
- Ecovest International Theatrical University
- Bregenz Opera Festival (Österreich)
- Women Artists on Two Seas under UNESCO (Griechenland)
- Euro Dance Festival (Iasi, Rumänien)
- Dimitria Festival (Griechenland)
- Istanbul Ballet Festival (Türkei)
- Europalia (Belgien)
- Apolonia (Bulgarien)
- Varna Summer (Bulgarien)
- Sofia Music Weeks (Bulgarien)
- The European month of culture in Plovdiv (Bulgarien)

## Aktuelles Repertoire (Auswahl)
- The Unusual Suspects (2008)
- Seen and unseen (2006)
- Carmina Burana (2005)
- Sequence (2005)
- Duality
- Flight
- AeonAEON (2003)
- Once upon a time in the East (2003)
- Qui dit qui (Who says who) (2003)
- The Bathroom